# Massimo Gotti
Massimo Gotti, född 27 maj 1986 i Bergamo, är en italiensk fotbollsspelare i SS Matera Calcio.